# Jan Doležel (režisér)
Jan Nathan Doležel (20. července 1998 Brno) je divadelní režisér, dramaturg a teatrolog. Působil jako dramaturg a režisér v několika divadlech, v roce 2025 se stal součástí uměleckého vedení HaDivadla. Věnuje se divadelní kritice, publikuje v Divadelních novinách.

## Život a kariéra
Po maturitě na Střední odborné škole knihovnické v Brně v roce 2017 studoval v letech 2017-2020 na katedře divadelních studií Filozofické fakulty Masarykovy univerzity v Brně bakalářský studijní program Teorie a dějiny divadla. V letech 2020-2023 absolvoval v ateliéru profesora Josefa Kovalčuka na Divadelní fakultě Janáčkovy akademie múzických umění v Brně bakalářský studijní program Činoherní režie. Od roku 2023 studoval tamtéž magisterský program Činoherní režie. V rámci Erasmu+ se zúčastnil v roce 2019 studijního pobytu na Institut für Theater-, Film- und Medienwissenschaft, Universität Wien a v roce 2023 na Escola Superior de Teatro e Cinema Lisboa.
Několik let byl činný v Divadle Kolárka v Blansku. V roce 2019 působil jako asistent režie ve Studiu Hrdinů (hra Stiller, režie Ivan Buraj) a jako redaktor festivalového zpravodaje Divadelní Flory. Téhož roku se stal lektorem dramaturgických úvodů a besed po představení v HaDivadle, inspicientem a asistentem režie v HaDivadle (Vnímání, režie Ivan Buraj a Zeď, režie Kamila Polívková). V roce 2022 byl činný jako asistent režie v Divadle X10 (Moskoviáda, režie Dušan David Pařízek), v roce 2023 uvedl scénické čtení Edging tomorrow a v roce 2024 režíroval v divadle hru Člověk se objevuje v holocénu.
V divadelní sezóně 2025/2026 vytvořil s Janou Vaverkovou a Justinou Grecovou umělecké vedení HaDivadla. Kolektivní způsob tvorby realizovali při bakalářské absolventské inscenaci Mé jméno budiž Gantenbein, tvořili happening Tisíc stop zmizelých na brněnském hlavním nádraží pro ŠTETL FEST 2023 u příležitosti odhalení Památníku zmizelých. Pracovali na inscenaci Dvojité W společně se Samuelem Špilarem, připravili magisterskou absolventskou inscenaci Orlando podle próz Virginie Woolfové a Davida Fostera Wallace pro Studio Marta. Doležel s Grecovou také na ŠTETL FESTu uvedli inscenaci Noir Haas, která je inspirovaná životem a tvorbou Pavla a Huga Haase.
Jan Doležel je autorem článků v Divadelních novinách, vedl Cyklus Současné divadlo o současném dění nejen evropské divadelní scény.